# Муріас-де-Паредес
Муріас-де-Паредес (ісп. Murias de Paredes) — муніципалітет в Іспанії, у складі автономної спільноти Кастилія-і-Леон, у провінції Леон. Населення — 498 осіб (2010).
Муніципалітет розташований на відстані близько 340 км на північний захід від Мадрида, 55 км на північний захід від Леона.
На території муніципалітету розташовані такі населені пункти: (дані про населення за 2010 рік)
- Барріо-де-ла-Пуенте: 49 осіб
- Лос-Байос: 27 осіб
- Фасгар: 37 осіб
- Ласадо: 13 осіб
- Монтрондо: 51 особа
- Муріас-де-Паредес: 139 осіб
- Посада-де-Оманья: 24 особи
- Родіколь: 10 осіб
- Сабуго: 18 осіб
- Сенра: 32 особи
- Торресільйо: 11 осіб
- Вегапухін: 22 особи
- Вільябандін: 21 особа
- Вільянуева-де-Оманья: 30 осіб
- Віверо: 14 осіб

## Демографія
Динаміка населення (INE ):

## Галерея зображень

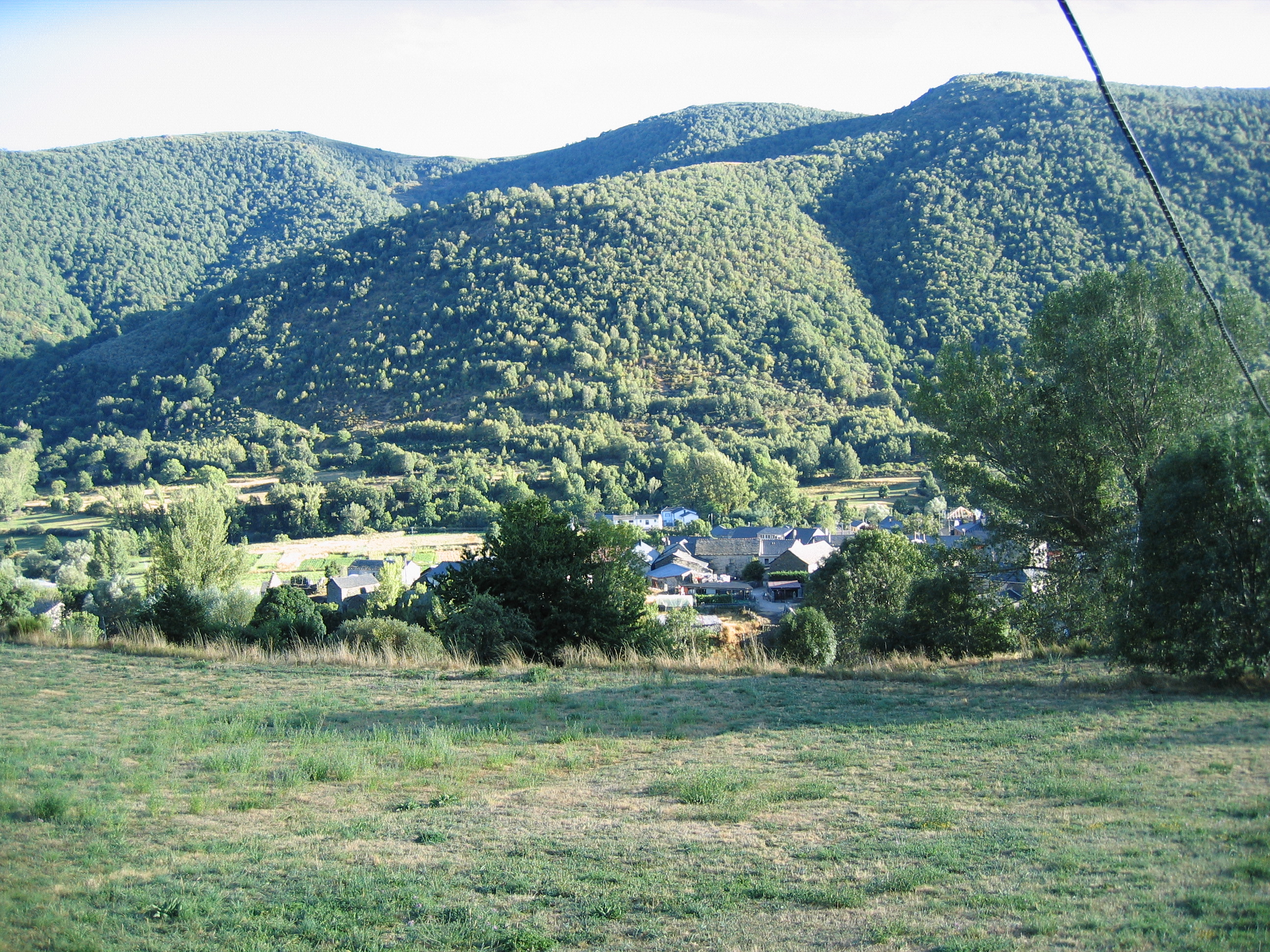
Муріас-де-Паредес